# Анищенко, Глеб Александрович
Глеб Алекса́ндрович Ани́щенко (13 октября 1952, Москва — 9 июня 2023, Обнинск, Калужская область) — русский православный писатель, поэт, литературовед, публицист, общественный и религиозный деятель, педагог.
Издатель (с Виктором Аксючицем) и главный редактор журнала русской христианской культуры «Выбор» (с 1987). В 1990—1994 годах — главный редактор газеты РХДД «Путь».

## Биография
Родился 13 октября 1952 года в Москве в семье инженеров.
В 1975 году окончил русское отделение филологического факультета Московского государственного университета имени М. В. Ломоносова.
В 1975—1977 годах служил старшим научным сотрудником музея А. Н. Островского в Щелыкове Костромской области. По идейным соображениям вышел из комсомола и поэтому был вынужден уволиться из музея. В течение 13 лет работал сторожем, грузчиком, лифтёром. Неоднократно подвергался обыскам, задержаниям, увольнениям со службы как инакомыслящий.
С 1987 по 1992 год вместе с Виктором Аксючицем издавал литературно-философский журнал русской христианской культуры «Выбор» (самиздат, переиздание в Париже, тираж от 50 копий (1-й выпуск) до 30 000 копий) и был его главным редактором.
После августовского путча 1991 года 5 сентября вместе с Виктором Аксючицем написал обращение «К российской интеллигенции», подписанное Вадимом Борисовым, Андреем Василевским, Ренатой Гальцевой, Сергеем Залыгиным, Игорем Золотусским, Ильёй Константиновым, Юрием Кублановским, Аллой Латыниной, Дмитрием Лихачёвым, Валентином Непомнящим, Ириной Роднянской, Олегом Чухонцевым, Юлием Шрейдером.
В 1990—1997 годах — сопредседатель (с Виктором Аксючицем и Вячеславом Полосиным) Думы Российского христианского демократического движения (РХДД) — первой христианской партии современной России, представленной в высших законодательных органах России: в 1990 году четырьмя депутатами (Виктор Аксючиц, Глеб Якунин, Вячеслав Полосин и Владимир Крючков), а в 1992—1993 годах — двенадцатью (шестеро из которых входили в руководство движения). До 1993 года в движение входил нижегородский губернатор Борис Немцов.
В 1990—1994 годах — главный редактор газеты РХДД «Путь», где и было опубликовано большинство публицистических статей Анищенко.
Служил научным специалистом Комитета Верховного Совета РФ по свободе совести, вероисповеданиям, милосердию и благотворительности. Входил в экспертный совет по выработке Закона Верховного Совета РСФСР 1990 года «О свободе вероисповедания» и по некоторым источникам был его автором (по другим данным, авторство законопроекта принадлежит профессору Ю. А. Розенбауму).
В июне 1993 года — член Конституционного совещания от РХДД. Вместе с группой делегатов покинул зал заседаний в знак протеста против произвола представителей администрации Б. Н. Ельцина, нарушавших права участников совещания.
В 1991 и 1993 годах находился среди защитников здания Верховного Совета: сначала — от ГКЧП, потом — от танков Ельцина.
В 1995 году являлся одним из составителей сборника «Комиссия Говорухина. Свидетельства, заключения, документы, собранные комиссией под председательством С. С. Говорухина» (М., «Лавента», 1995). Для сбора материалов о положении русского населения выезжал в Чечню в составе группы Парламентской комиссии Государственной Думы по исследованию причин и обстоятельств возникновения кризисной ситуации в Чеченской Республике.
С конца 1990-х гг. работал учителем литературы в частной школе-пансионе «Дубравушка» в городе Обнинске Калужской области; заведующий кафедрой литературы.

## Творчество
Первые публицистические статьи — «Права человека в СССР» и «Кто виноват?» (о русском национальном вопросе) — печатались в журнале «Гласность», во многих эмигрантских и западноевропейских изданиях. Эти и другие статьи перестроечного и постперестроечного периодов вошли в книгу «Выбор и Путь. Публицистические и литературные очерки, воспоминания», в которой ключевые события жизни страны того времени увидены глазами активного христианского политика и общественного деятеля.
Концептуальный подход в анализе этих событий и те выводы, которые делает автор публицистических очерков, основаны на размышлениях о прошлом и настоящем России. Наиболее значимыми очерками являются «Нужен ли „Нюрнбергский процесс“ в Москве?», «Бумажный солдат как совесть интеллигенции (Булат Окуджава)», «Соблазн православного сталинизма», «Три революции», «Галицийский нацизм».
Литературные очерки разных лет также являются концептуальными. В исследовании творчества Пушкина, Пильняка, Булгакова, Солженицына автор использует метод, названный им «метафизическим прочтением». В книгу также вошли воспоминая автора — свидетельство о жизни, идеологии, взаимоотношениях с властью той части образованного русского общества, которая не подходила ни под коммунистические, ни под либерально-демократические стандарты.
Самая значительная литературоведческая работа Г. Анищенко — «Православие. Литература. Революция» (М., «Паломник», 2010 г.). В ней автор, впервые используя свой метод «метафизического прочтения», открыл новые грани в пророческом творчестве Грибоедова, Пушкина, Лермонтова, Достоевского; показал связь таких разных писателей, как Горький, Блок, Маяковский, через их отношение к христианству и революции.
Поэтическое творчество Анищенко представлено в сборнике «Молчание и слово. Книга стихотворений, поэм, прозы». Большинство стихотворений и поэмы «Декабрьское вино», «Лунин», «Площадь», «Страстная седмица» были написаны в 1970—1980-е годы. Три лирических тетради и четыре поэмы связывает единство авторской мысли, которая сосредоточена на самых главных и болевых проблемах прошлого и настоящего русской жизни и культуры. Главную мысль книги можно определить как путь - путь человека, поэта и вместе с тем путь России, каким он видится автору.
В 2018 году вышла книга Г. Анищенко «Белая трагедия». Текст писался как сценарий художественного фильма, но он вполне может восприниматься и как самостоятельное произведение, в котором даётся духовное, христианское осмысление революции 1917 года и Гражданской войны. Взгляд автора сосредоточен не столько на социально-политической проблематике, сколько на теме инфернальности, демоничности происходившего в 1917—1922 годах. В центре книги — трагическая судьба членов семьи московского священника Петра Архангельского и их друзей. Драматическое повествование основано на переплетении сюжетных линий вымышленных героев и реальных участников исторических событий (Николая Второго, его Семьи и великой княгини Елисаветы Фёдоровны, генерала Келлера и адмирала Колчака, Патриарха Тихона и епископа Камчатского Нестора, Ленина и Свердлова). В основу «Белой трагедии» положены документальные свидетельства целого ряда монографий, статей, дневников и мемуаров — как ранее известных, так и опубликованных в последнее время.
Г. Анищенко определял себя как литератора консервативного направления мысли.

### Книги
- Анищенко Г. А. Православие. Литература. Революция. — М.: Паломник, 2012. — 301 с. — ISBN 5-88060-208-7.
- Анищенко Г. А. Литературный справочник. — М.: Форум, 2012. — 176 с. — 1000 экз. — ISBN 978-5-91134-566-2.
- Анищенко Г. А. Выбор и Путь : публицистические и литературные очерки, воспоминания: публицистика. — Москва, Берлин: Директ-Медиа, 2017. — 527 с. — ISBN 978-5-4475-9347-6.
- Анищенко Г. А. Молчание и слово: Книга стихотворений, поэм, прозы. — Москва, Берлин: Директ-Медиа, 2018. — 193 с. — ISBN 987-5-4475-9545-6.
- Анищенко Г. А. Белая трагедия: сценарий художественного фильма. — Москва, Берлин: Директ-Медиа, 2019. — 502 с. — ISBN 987-5-4499-0326-6.

### Статьи
- Анищенко Г. А. «Выбор» // Православная энциклопедия. — М., 2005. — Т. X : Второзаконие — Георгий. — С. 54. — 39 000 экз. — ISBN 5-89572-016-1.